# Sursauteur gamma mou
Ne pas confondre avec sursaut gamma, un phénomène beaucoup plus énergétique.

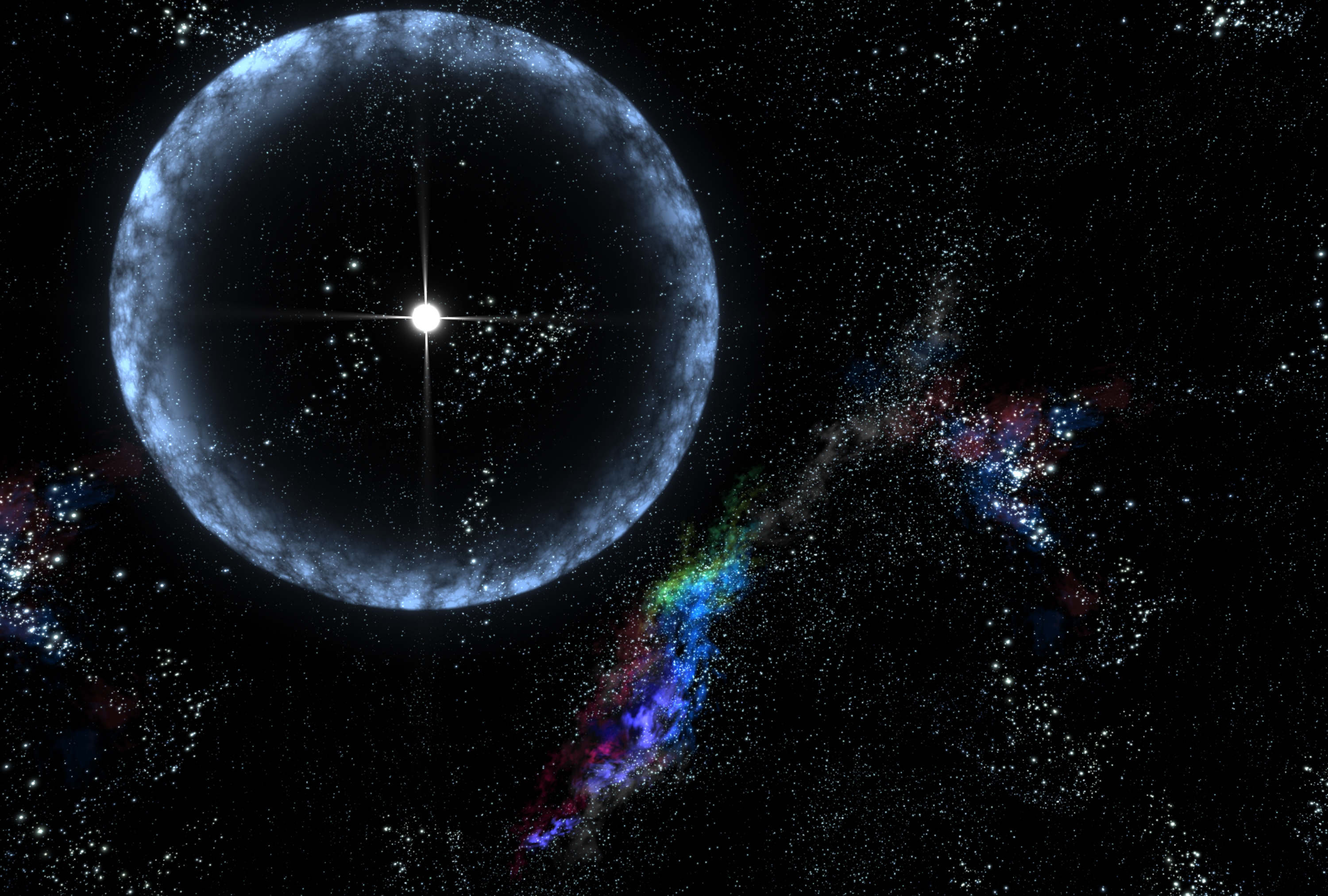
Vue d'artiste d'une émission de rayon gamma

Un sursauteur gamma mou (en anglais Soft gamma repeater, SGR) est une source astrophysique de rayons gamma connaissant des épisodes d'émission violents et récurrents mais irréguliers. On pense aujourd'hui qu'il s'agit d'étoiles à neutrons jeunes à fort champ magnétique.

## Découverte et étymologie
Les sursauteurs gamma mous ont dans un premier temps été observés et considérés comme étant des sursauts gamma, c'est-à-dire des explosions de type supernova, mais asymétriques, observables à des distances cosmologiques. De telles explosions se produisent en une fois. C'est en observant des bouffées de rayons gamma à plusieurs époques mais provenant de la même source que le terme de « répétiteur » fut introduit. De plus, ces explosions se distinguaient des sursauts gamma ordinaires par le fait qu'elles se traduisaient par l'émission de rayons gamma de basse énergie, ou « mous » (soft en anglais), d'où finalement le terme de « répétiteur gamma mou ». Aujourd'hui, la nature de ces objets, et le fait qu’ils soient probablement associés aux sursauteurs X fait que l'on emploie également le terme de « sursauteur gamma mou ».
Le premier SGR, SGR 0525-66, a été découvert le 5 mars 1979 lors d'une phase d'éruption. Les détecteurs gamma de l'époque ne permettaient pas de localiser précisément la source dans le ciel, mais la comparaison des temps d'arrivée dans plusieurs détecteurs disséminés à la surface de la Terre du flash émis a permis d'identifier sa direction, plus tard identifiée au rémanent de supernova N49 situé dans le Grand Nuage de Magellan (constellation de la Dorade). L'association entre ce rémanent et le sursauteur reste cependant incertaine.

## Caractéristiques
Bien que source de rayons gamma, les SGR se distinguent des sursauts gamma sur deux points importants : d'une part leur spectre d'émission est moins énergétique (rayons gamma dits « mous » et rayons X « durs »), d'autre part, la source émet de façon récurrente (contrairement aux sursauts gamma) et irrégulière. Certaines de ces phases d'activité se traduisent par l'émission d'un ou plusieurs sursauts très brefs. Ces sursauts, durant de 10 millisecondes à plusieurs dizaines de millisecondes se produisent de façon isolée ou par trains pouvant en comprendre jusqu'à une quarantaine. La distribution des sursauts au sein de ces trains suit une loi log-normale similaire à ce que l'on observe dans les tremblements de terre. Lors de certains épisodes particulièrement énergétiques (comme celui du 5 mars 1979), on a pu observer un signal périodique suivant la phase d'éruption proprement dite.

## Nature
Pour les trois SGR galactiques des pulsars X ont été découverts dans la même direction. Dans les cas où les deux ont été mesurées, la période de rotation du pulsar correspond à celle du SGR. De plus, on a observé pour l'un d'entre eux (SGR 1806-20) un ralentissement de la période du signal, caractéristique des pulsars et interprétée comme conséquence de son rayonnement dipolaire magnétique. Ceci a permis d'estimer le champ magnétique de SGR 1806-20 à plus de {\displaystyle 10^{10}} teslas. Toutes ces considérations ont permis à l'astronome Chrýssa Kouveliótou de proposer en 1998 l’hypothèse selon que les SGR seraient des pulsars jeunes à fort champ magnétique.
D'autre part, trois SGR se situent dans des directions où l'on observe des amas d'étoiles jeunes. Ceci conforte l'hypothèse que les SGR seraient issus de la fin de vie d'étoiles massives, et plus généralement que les étoiles à neutrons à fort champ magnétiques seraient des descendants d'étoiles particulièrement massives.

## Évolution ultérieure
Une certaine classe de pulsars, dit AXP, pour Anomalous X-ray pulsar, possède des caractéristiques spectrales, une période d'émission et un champ magnétique évoquant ceux des SGR, mais ont une émission moins intense. On pense aujourd'hui (2005) que ces AXP sont des SGR évolués, plus âgés et moins actifs.

## Liste des SGRgalactiques
On en connaissait jusque mi-2008 que trois SGR dans notre galaxie. Il s'agit de :
- SGR 1900+14, situé dans la constellation de l'Aigle (découvert en 1979, identifié comme SGR en 1986),
- SGR 1806-20, situé dans la constellation du Sagittaire (découvert en 1979, identifié comme SGR en 1986),
- SGR 1627-41, situé dans la constellation de la Règle (découvert et identifié comme SGR en 1998).

À ceux-ci s'ajoutent :
- SGR 0526-66, situé dans le Grand Nuage de Magellan,

ainsi trois autres sources également considérées comme des SGR potentiels :
- SGR 1801-23, SGR 1808-20 dans la constellation du Sagittaire et SGR 1814-13 dans la constellation du Serpent.

En août 2008, un nouveau SGR a été découvert :
- SGR J0501+4516

Mis à part SGR 0526-66, toutes les sources sont situées proches du plan galactique et dans des directions souvent proches du centre galactique, signe qu'il s'agit d'objets galactiques assez éloignés, et donc relativement rares au sein de notre galaxie.
N.B. : Les chiffres suivant le sigle SGR donnent les coordonnées d'ascension droite en heures et minutes, puis la déclinaison en degrés.

## Influence possible des SGR sur la biosphère
Des éruptions extrêmement violentes venant de SGR ont été détectées récemment, en particulier celle du 27 août 1998 pour SGR 1900+14 et du 27 décembre 2004 pour SGR 1806-20. Une telle explosion se produisant dans le voisinage proche du Soleil (quelques dizaines de parsecs) aurait des conséquences notables sur la couche d'ozone et par suite sur la biosphère. Les SGR sont fort heureusement des objets rares et donc très distants du Soleil. De plus leur durée de vie semble faible. Si l'influence de tels événements cataclysmiques sur certaines grandes extinctions passées n'est pas à exclure, le risque couru aujourd'hui à des échelles de quelques milliers d'années est négligeable.